# Danh sách vô địch đơn nam Giải quần vợt Roland-Garros
| Năm       | Vô địch                                        | Tỉ số                                          | Á quân                                         |
| --------- | ---------------------------------------------- | ---------------------------------------------- | ---------------------------------------------- |
| 1891      | H. Briggs                                      | 6–3, 6–4                                       | P. Baigneres                                   |
| 1892      | Jean Schopfer                                  | 6–2, 1–6, 6–2                                  | Fassitt                                        |
| 1893      | L. Riboulet                                    | 6–3, 6–3                                       | Jean Schopfer                                  |
| 1894      | André Vacherot                                 | 1–6, 6–3, 6–3                                  | Gérard Brosselin                               |
| 1895      | André Vacherot                                 | 9–7, 6–2                                       | L. Riboulet                                    |
| 1896      | André Vacherot                                 | 6–1, 7–5                                       | Gérard Brosselin                               |
| 1897      | Paul Aymé                                      | 4–6, 6–4, 6–2                                  | F. Wardan                                      |
| 1898      | Paul Aymé                                      | 5–7, 6–1, 6–2                                  | Paul Lebreton                                  |
| 1899      | Paul Aymé                                      | 9–7, 3–6, 6–3                                  | Paul Lebreton                                  |
| 1900      | Paul Aymé                                      | 6–3, 6–0                                       | Alain Prévost                                  |
| 1901      | André Vacherot                                 | –                                              | Paul Lebreton                                  |
| 1902      | Marcel Vacherot                                | 6–4, 6–2                                       | Max Décugis                                    |
| 1903      | Max Décugis                                    | 6–3, 6–2                                       | André Vacherot                                 |
| 1904      | Max Décugis                                    | 6–1, 9–7, 6–8, 6–1                             | André Vacherot                                 |
| 1905      | Maurice Germot                                 | –                                              | André Vacherot                                 |
| 1906      | Maurice Germot                                 | 5–7, 6–3, 6–4, 1–6, 6–3                        | Max Décugis                                    |
| 1907      | Max Décugis                                    | –                                              | Robert Wallet                                  |
| 1908      | Max Décugis                                    | 6–2, 6–1, 3–6, 10–8                            | Maurice Germot                                 |
| 1909      | Max Décugis                                    | 3–6, 2–6, 6–4, 6–4, 6–4                        | Maurice Germot                                 |
| 1910      | Maurice Germot                                 | 6–1, 6–3, 4–6, 6–3                             | François Blanchy                               |
| 1911      | André Gobert                                   | 6–1, 8–6, 7–5                                  | Maurice Germot                                 |
| 1912      | Max Décugis                                    | –                                              | André Gobert                                   |
| 1913      | Max Décugis                                    | –                                              | Georges Gault                                  |
| 1914      | Max Décugis                                    | 3–6, 6–1, 6–4, 6–4                             | Jean Samazeuilh                                |
| 1915–1919 | Không tổ chức do Chiến tranh thế giới thứ nhất | Không tổ chức do Chiến tranh thế giới thứ nhất | Không tổ chức do Chiến tranh thế giới thứ nhất |
| 1920      | André Gobert                                   | 6–3, 3–6, 1–6, 6–2, 6–3                        | Max Décugis                                    |
| 1921      | Jean Samazeuilh                                | 6–3, 6–3, 2–6, 7–5                             | André Gobert                                   |
| 1922      | Henri Cochet                                   | 8–6, 6–3, 7–5                                  | Jean Samazeuilh                                |
| 1923      | François Blanchy                               | 1–6, 6–2, 6–0, 6–2                             | Max Décugis                                    |
| 1924      | Jean Borotra                                   | 7–5, 6–4, 0–6, 5–7, 6–2                        | René Lacoste                                   |
| 1925      | René Lacoste                                   | 7–5, 6–1, 6–4                                  | Jean Borotra                                   |
| 1926      | Henri Cochet                                   | 6–2, 6–4, 6–3                                  | René Lacoste                                   |
| 1927      | René Lacoste                                   | 6–4, 4–6, 5–7, 6–3, 11–9                       | Bill Tilden                                    |
| 1928      | Henri Cochet                                   | 5–7, 6–3, 6–1, 6–3                             | René Lacoste                                   |
| 1929      | René Lacoste                                   | 6–3, 2–6, 6–0, 2–6, 8–6                        | Jean Borotra                                   |
| 1930      | Henri Cochet                                   | 3–6, 8–6, 6–3, 6–1                             | Bill Tilden                                    |
| 1931      | Jean Borotra                                   | 2–6, 6–4, 7–5, 6–4                             | Christian Boussus                              |
| 1932      | Henri Cochet                                   | 6–0, 6–4, 4–6, 6–3                             | Giorgio de Stefani                             |
| 1933      | Jack Crawford                                  | 8–6, 6–1, 6–3                                  | Henri Cochet                                   |
| 1934      | Gottfried von Cramm                            | 6–4, 7–9, 3–6, 7–5, 6–3                        | Jack Crawford                                  |
| 1935      | Fred Perry                                     | 6–3, 3–6, 6–1, 6–3                             | Gottfried von Cramm                            |
| 1936      | Gottfried von Cramm                            | 6–0, 2–6, 6–2, 2–6, 6–0                        | Fred Perry                                     |
| 1937      | Henner Henkel                                  | 6–1, 6–4, 6–3                                  | Henry Austin                                   |
| 1938      | Don Budge                                      | 6–3, 6–2, 6–4                                  | Roderik Menzel                                 |
| 1939      | Don McNeill                                    | 7–5, 6–0, 6–3                                  | Bobby Riggs                                    |
| 1940–1945 | Không tổ chức Chiến tranh thế giới thứ hai     | Không tổ chức Chiến tranh thế giới thứ hai     | Không tổ chức Chiến tranh thế giới thứ hai     |
| 1946      | Marcel Bernard                                 | 3–6, 2–6, 6–1, 6–4, 6–3                        | Jaroslav Drobný                                |
| 1947      | József Asbóth                                  | 8–6, 7–5, 6–4                                  | Eric Sturgess                                  |
| 1948      | Frank Parker                                   | 6–4, 7–5, 5–7, 8–6                             | Jaroslav Drobný                                |
| 1949      | Frank Parker                                   | 6–3, 1–6, 6–1, 6–4                             | Budge Patty                                    |
| 1950      | Budge Patty                                    | 6–1, 6–2, 3–6, 5–7, 7–5                        | Jaroslav Drobný                                |
| 1951      | Jaroslav Drobný                                | 6–3, 6–3, 6–3                                  | Eric Sturgess                                  |
| 1952      | Jaroslav Drobný                                | 6–2, 6–0, 3–6, 6–4                             | Frank Sedgman                                  |
| 1953      | Ken Rosewall                                   | 6–3, 6–4, 1–6, 6–2                             | Vic Seixas                                     |
| 1954      | Tony Trabert                                   | 6–4, 7–5, 6–1                                  | Art Larsen                                     |
| 1955      | Tony Trabert                                   | 2–6, 6–1, 6–4, 6–2                             | Sven Davidson                                  |
| 1956      | Lew Hoad                                       | 6–4, 8–6, 6–3                                  | Sven Davidson                                  |
| 1957      | Sven Davidson                                  | 6–3, 6–4, 6–4                                  | Herbert Flam                                   |
| 1958      | Mervyn Rose                                    | 6–3, 6–4, 6–4                                  | Luis Ayala                                     |
| 1959      | Nicola Pietrangeli                             | 3–6, 6–3, 6–4, 6–1                             | Ian Vermaak                                    |
| 1960      | Nicola Pietrangeli                             | 3–6, 6–3, 6–4, 4–6, 6–3                        | Luis Ayala                                     |
| 1961      | Manuel Santana                                 | 4–6, 6–1, 3–6, 6–0, 6–2                        | Nicola Pietrangeli                             |
| 1962      | Rod Laver                                      | 3–6, 2–6, 6–3, 9–7, 6–2                        | Roy Emerson                                    |
| 1963      | Roy Emerson                                    | 3–6, 6–1, 6–4, 6–4                             | Pierre Darmon                                  |
| 1964      | Manuel Santana                                 | 6–3, 6–1, 4–6, 7–5                             | Nicola Pietrangeli                             |
| 1965      | Fred Stolle                                    | 3–6, 6–0, 6–2, 6–3                             | Tony Roche                                     |
| 1966      | Tony Roche                                     | 6–1, 6–4, 7–5                                  | Istvan Gulyas                                  |
| 1967      | Roy Emerson                                    | 6–1, 6–4, 2–6, 6–2                             | Tony Roche                                     |
| 1968      | Ken Rosewall                                   | 6–3, 6–1, 2–6, 6–2                             | Rod Laver                                      |
| 1969      | Rod Laver                                      | 6–4, 6–3, 6–4                                  | Ken Rosewall                                   |
| 1970      | Jan Kodeš                                      | 6–2, 6–4, 6–0                                  | Željko Franulović                              |
| 1971      | Jan Kodeš                                      | 8–6, 6–2, 2–6, 7–5                             | Ilie Năstase                                   |
| 1972      | Andrés Gimeno                                  | 4–6, 6–3, 6–1, 6–1                             | Patrick Proisy                                 |
| 1973      | Ilie Năstase                                   | 6–3, 6–3, 6–0                                  | Niki Pilić                                     |
| 1974      | Björn Borg                                     | 6–7, 6–0, 6–1, 6–1                             | Manuel Orantes                                 |
| 1975      | Björn Borg                                     | 6–2, 6–3, 6–4                                  | Guillermo Vilas                                |
| 1976      | Adriano Panatta                                | 6–1, 6–4, 4–6, 7–6                             | Harold Solomon                                 |
| 1977      | Guillermo Vilas                                | 6–0, 6–3, 6–0                                  | Brian Gottfried                                |
| 1978      | Björn Borg                                     | 6–1, 6–1, 6–3                                  | Guillermo Vilas                                |
| 1979      | Björn Borg                                     | 6–3, 6–1, 6–7, 6–4                             | Víctor Pecci                                   |
| 1980      | Björn Borg                                     | 6–4, 6–1, 6–2                                  | Vitas Gerulaitis                               |
| 1981      | Björn Borg                                     | 6–1, 4–6, 6–2, 3–6, 6–1                        | Ivan Lendl                                     |
| 1982      | Mats Wilander                                  | 1–6, 7–6, 6–0, 6–4                             | Guillermo Vilas                                |
| 1983      | Yannick Noah                                   | 6–2, 7–5, 7–6                                  | Mats Wilander                                  |
| 1984      | Ivan Lendl                                     | 3–6, 2–6, 6–4, 7–5, 7–5                        | John McEnroe                                   |
| 1985      | Mats Wilander                                  | 3–6, 6–4, 6–2, 6–2                             | Ivan Lendl                                     |
| 1986      | Ivan Lendl                                     | 6–3, 6–2, 6–4                                  | Mikael Pernfors                                |
| 1987      | Ivan Lendl                                     | 7–5, 6–2, 3–6, 7–6                             | Mats Wilander                                  |
| 1988      | Mats Wilander                                  | 7–5, 6–2, 6–1                                  | Henri Leconte                                  |
| 1989      | Michael Chang                                  | 6–1, 3–6, 4–6, 6–4, 6–2                        | Stefan Edberg                                  |
| 1990      | Andrés Gómez                                   | 6–3, 2–6, 6–4, 6–4                             | Andre Agassi                                   |
| 1991      | Jim Courier                                    | 3–6, 6–4, 2–6, 6–1 6–4                         | Andre Agassi                                   |
| 1992      | Jim Courier                                    | 7–5, 6–2, 6–1                                  | Petr Korda                                     |
| 1993      | Sergi Bruguera                                 | 6–4, 2–6, 6–2, 3–6, 6–3                        | Jim Courier                                    |
| 1994      | Sergi Bruguera                                 | 6–3, 7–5, 2–6, 6–1                             | Alberto Berasategui                            |
| 1995      | Thomas Muster                                  | 7–5, 6–2, 6–4                                  | Michael Chang                                  |
| 1996      | Yevgeny Kafelnikov                             | 7–6, 7–5, 7–6                                  | Michael Stich                                  |
| 1997      | Gustavo Kuerten                                | 6–3, 6–4, 6–2                                  | Sergi Bruguera                                 |
| 1998      | Carlos Moyà                                    | 6–3, 7–5, 6–3                                  | Alex Corretja                                  |
| 1999      | Andre Agassi                                   | 1–6, 2–6, 6–4, 6–3, 6–4                        | Andrei Medvedev                                |
| 2000      | Gustavo Kuerten                                | 6–2, 6–3, 2–6, 7–66                            | Magnus Norman                                  |
| 2001      | Gustavo Kuerten                                | 36–7, 7–5, 6–2, 6–0                            | Alex Corretja                                  |
| 2002      | Albert Costa                                   | 6–1, 6–0, 4–6, 6–3                             | Juan Carlos Ferrero                            |
| 2003      | Juan Carlos Ferrero                            | 6–1, 6–3, 6–2                                  | Martin Verkerk                                 |
| 2004      | Gastón Gaudio                                  | 0–6, 3–6, 6–4, 6–1, 8–6                        | Guillermo Coria                                |
| 2005      | Rafael Nadal                                   | 6–76, 6–3, 6–1, 7–5                            | Mariano Puerta                                 |
| 2006      | Rafael Nadal                                   | 1–6, 6–1, 6–4, 7–64                            | Roger Federer                                  |
| 2007      | Rafael Nadal                                   | 6–3, 4–6, 6–3, 6–4                             | Roger Federer                                  |
| 2008      | Rafael Nadal                                   | 6–1, 6–3, 6–0                                  | Roger Federer                                  |
| 2009      | Roger Federer                                  | 6–1, 7–61, 6–4                                 | Robin Söderling                                |
| 2010      | Rafael Nadal                                   | 6–4, 6–2, 6–4                                  | Robin Söderling                                |
| 2011      | Rafael Nadal                                   | 7–5, 7–63, 5–7, 6–1                            | Roger Federer                                  |
| 2012      | Rafael Nadal                                   | 6–4, 6–3, 2–6, 7–5                             | Novak Djokovic                                 |
| 2013      | Rafael Nadal                                   | 6–3, 6–2, 6–3                                  | David Ferrer                                   |
| 2014      | Rafael Nadal                                   | 3–6, 7–5, 6–2, 6–4                             | Novak Djokovic                                 |
| 2015      | Stan Wawrinka                                  | 4–6, 6–4, 6–3, 6–4                             | Novak Djokovic                                 |
| 2016      | Novak Djokovic                                 | 3–6, 6–1, 6–2, 6–4                             | Andy Murray                                    |
| 2017      | Rafael Nadal                                   | 6–2, 6–3, 6–1                                  | Stan Wawrinka                                  |
| 2018      | Rafael Nadal                                   | 6–4, 6–3, 6–2                                  | Dominic Thiem                                  |
| 2019      | Rafael Nadal                                   | 6–3, 5–7, 6–1, 6–1                             | Dominic Thiem                                  |
| 2020      | Rafael Nadal                                   | 6–2, 6–0, 7–5                                  | Novak Djokovic                                 |
| 2021      | Novak Djokovic                                 | 6–7(6–8), 2–6, 6–3, 6–2, 6–4                   | Stefanos Tsitsipas                             |
| 2022      | Rafael Nadal                                   | 6–3, 6–3, 6–0                                  | Casper Ruud                                    |
| 2023      | Novak Djokovic                                 | 7–6(7–1), 6–3, 7–5                             | Casper Ruud                                    |
| 2024      | Carlos Alcaraz                                 | 6–3, 2–6, 5–7, 6–1, 6–2                        | Alexander Zverev                               |
| 2025      | Carlos Alcaraz                                 | 4–6, 6–7(4–7), 6–4, 7–6(7–3), 7–6(10–2)        | Jannik Sinner                                  |